# Spellbound (album de Tygers of Pan Tang)
Albums de Tygers of Pan Tang
Wild Cat
(1980) Crazy Nights
(1981)
Singles
1. Don't Stop By
Sortie : 1981
2. Hellbound
Sortie : 1981
3. The Story So Far
Sortie : 1981

Spellbound est le deuxième album du groupe de heavy metal anglais, Tygers of Pan Tang. Il est sorti en avril 1981 sur le label MCA Records.

## Historique
Après la sortie de leur premier album, les Tygers engagent un deuxième guitariste soliste, John Sykes, et peu de temps après le chanteur Jess Cox quitte le groupe à la suite de divergences musicales, c'est John Deverill, chanteur d'un autre groupe issu de la NWOBHM, Persian Risk qui le remplace. Ce dernier a un registre vocal plus large que son prédécesseur et son chant plus technique que celui de Cox, apporte beaucoup sur les nouvelles compositions.
L'album sera enregistré aux Morgan Studios de Londres par Chris Tsangarides, ce dernier en est aussi le producteur. Trois singles en seront tirés, Don't Stop By, Hellbound et The Story so Far.
Il se classa à la 33e place des charts britanniques. Le single Hellbound se classa à la 48e place.
Lors de sa réédition en 1997, l'album comprend cinq titres bonus dont la reprise des Small Faces, All or Nothing.

## Liste des titres
- Tous les titres sont signés par le groupe

Face 1
1. Gangland - 3:43
2. Take It - 4:27
3. Minotaur - 0:22
4. Hellbound - 3:30
5. Mirror - 4:34

Face 2
1. Silver and Gold - 3:35
2. Tyger Bay - 3:28
3. The Story So Far - 3:29
4. Blackjack - 3:15
5. Don't Stop By - 4:04

Titres bonus réedition 1997
1. All or Nothing (Ronnie Lane, Steve Marriott) (reprise des Small Faces) - 2:44
2. Don't Give a Damn - 4:32
3. Bad Times - 2:41
4. It Ain't Easy - 4:03
5. Don't Take Nothing -2:46

## Musiciens
- Robb Weir: guitare rythmique et solo, chœurs
- Rocky: basse, chœurs
- Brian Dick: batterie, percussions
- Jon Deverill: chant principal, chœurs
- John Sykes: guitare rythmique et solo, chœurs

## Charts
Album
| Pays                          | Durée du classement | Meilleur classement | Date          |
| ----------------------------- | ------------------- | ------------------- | ------------- |
| Royaume-Uni (UK Albums Chart) | 4 semaines          | 33e                 | 12 avril 1981 |
| Suède (Sverigetopplistan)     | 1 semaines          | 44e                 | 19 juin 1981  |

Single
| Single    | Chart              | Durée du classement | Position | Date            |
| --------- | ------------------ | ------------------- | -------- | --------------- |
| Hellbound | (UK Singles Chart) | 3 semaines          | 48e      | 15 février 1981 |